# Modla (Chřiby)
Modla (512 m n. m.) je kopec lidově zvaný „Barborka“ (podle kaple sv. Barbory) nacházející se v pohoří Chřiby ve vzdálenosti přibližně 600 m východním směrem od vrchu Buchlov se středověkým hradem.

## Popis
Na vrchu Modla dříve stávalo keltské hradiště, doloženo je i osídlení lidem popelnicových polí, laténské kultury.
Přibližně ve 13. století byla na vrcholu postavena kaple, první písemná zpráva o ní pochází z roku 1412. V roce 1672 byla provedena barokní přestavba kaple ve stylu pozdního manýrismu.
Kaple sv. Barbory sloužila jako pohřební pro rody Petřvaldů a Berchtoldů až do 20. století. Od přestavby kaple sloužila též jako poutní.
Kaple stojí na značené turistické trase z Buchlovic na hrad Buchlov.
V sousedství stála až do 2. světové války poustevna řádu františkánů.
Na vrchu Modla je evidována přírodní památka Barborka za účelem ochrany vzrostlého bukového lesa.